# کلوفتا
کلوفتا (به نروژی: Kløfta) روستایی در شهرستان اولنساکر، استان آکرشوس در نروژ است. جمعیت این روستا در برآورد سال ۲۰۱۴، برابر با ۷۱۶۹ نفر بوده‌است. جمعیت آن در سال ۲۰۰۹، برابر با ۶۵۸۴ نفر بوده‌است.
ایستگاه قطار کلوفتا نخستین ایستگاه قطارِ نروژ است و در سال ۱۸۵۴ افتتاح شده‌است.
آگوستوس (گوس) هالوورسن هیلتون (۱۸۵۴–۱۹۱۹)، پدر کنراد هیلتون (۱۸۸۷–۱۹۷۹)، بازرگان و هتلدار معروف و بنیان‌گذار هتل‌های هیلتون، در کلوفتا به دنیا آمده‌است.